# Eugen Livovschi
Eugen Livovschi (n. 15 februarie 1933) este un inginer moldovean, specialist în mecanica structurilor și construcțiile antiseismice, care a fost ales ca membru corespondent al Academiei de Științe a Moldovei.